# Britt-Marie Lindkvist
Britt-Marie Lindkvist, född 26 juli 1941 i Västra Skrävlinge församling i Malmö, död 19 januari 2022 i Oxie distrikt i Malmö, var en svensk politiker (socialdemokrat). Hon var ordinarie riksdagsledamot 1998–2006, invald för Malmö kommuns valkrets.
I riksdagen var hon ledamot i försvarsutskottet 2002–2006. Hon var suppleant i arbetsmarknadsutskottet, konstitutionsutskottet, Riksrevisionens styrlese, sammansatta konstitutions- och utrikesutskottet, sammansatta utrikes- och försvarsutskottet och skatteutskottet samt deputerad i sammansatta utrikes- och försvarsutskottet.